# Антонівецька синагога
Антонівецька синагога була збудована, ймовірно, у XIX ст. 
До Другої світової війни у Антонівці було 737 мешканців, 40 дворів, молитовний будинок, 2 лавки та шкіряний завод. Під час Другої світової війни у містечку було створено Антонівецьке гетто. Наприкінці серпня 1942 року СД з Рівного за участю німецької жандармерії та української поліції погнало всіх євреїв із с. Антонівки в кількості близько 500 осіб на місце, яке знаходиться приблизно за 6 км від Костополя і розстріляло їх у двох ямах разом з євреями з Костополя і Малого Сідлища.
Зосталі польські мешканці Антонівки полишили село після нападу УПА у 1943 році. Після війни Антонівка припинила існування.
Тучинська волость, до якої відносилася ця землевласницька колонія, стала Тучинським районом Волині.